# John Birmingham (astronome)
Pour les articles homonymes, voir John Birmingham et Birmingham.
John Birmingham (1816–1884) était un astronome, un géologue amateur et un poète irlandais. Il a passé sept ans de sa vie à voyager à travers l'Europe, apprenant ainsi à parler plusieurs langues. En 1866, il découvre la nova T Coronae Borealis. Il a également étudié et écrit des articles sur les pluies d'étoiles filantes, les étoiles rouges et les taches solaires.
En 1883, la Royal Irish Academy le récompense d'une médaille d'or. 
Le cratère Birmingham est un cratère lunaire portant son nom.